# Máscara de Fernando VII

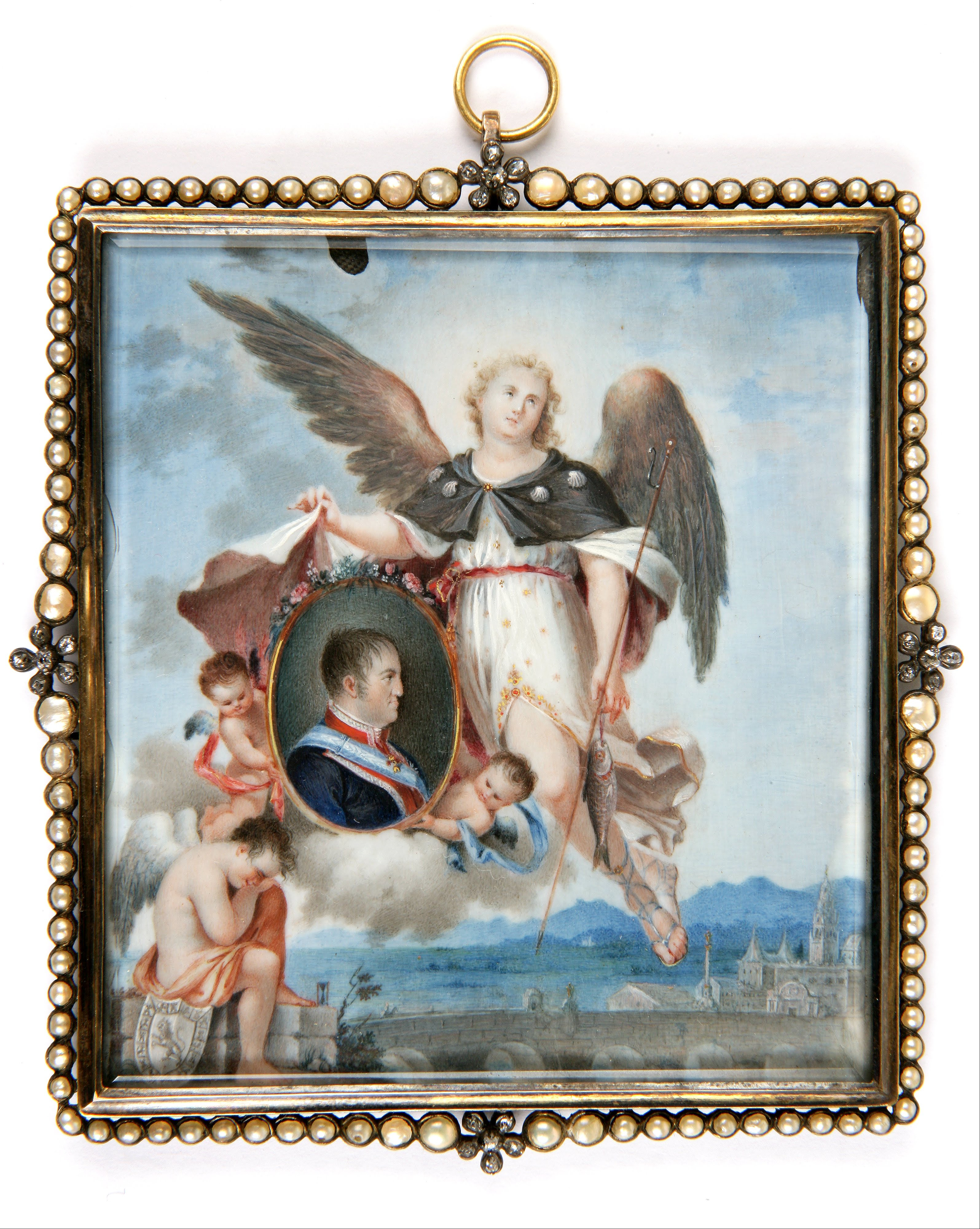
Alegoría de Fernando VII por Diego José Monroy Aguilera, Museo Lázaro Galdiano, Madrid.

La Máscara de Fernando VII o máscaras fernandinas es el nombre utilizado por algunos historiadores para referirse a una estrategia que había sido utilizada por las Juntas de gobierno de los insurgentes novohispanos, independentistas venezolanos, colombianos, ecuatorianos y por los impulsores de la Revolución de Mayo en el Río de la Plata para contemporizar con el reinado -constitucional- de Fernando VII y evitar ahondar la reacción 
realista. Aunque la realidad de dicha "máscara" está actualmente en entredicho, hipotéticamente habría sido empleada para desligarse de la Monarquía constitucional española de las Cortes de Cádiz, con el rey ausente, y al mismo tiempo evitar los problemas de haber proclamado la independencia a través sus congresos constituyentes, instalados en forma abierta frente al monarca, ahora presente, restaurado en España y habiendo revocado la constitución de 1812. No obstante, las autoridades coloniales españolas de ambos periodos igualmente rechazaron militarmente estas insurrecciones, pero estas consiguieron resistir, desatando con ello la larga Guerra de Independencia Hispanoamericana.

## Fundamentos
Para Fernando VII, la constitución española de 1812 era una constitución republicana. Toda forma de liberalismo iba completamente en contra del Antiguo Régimen. Y aunque todos defendiesen los derechos de Fernando VII al trono, la idea de que el monarca vea su soberanía entregada o compartida con la nación, ya sea en las Cortes de España, o también en las Juntas americanas, significaban un cambio radical en la forma del estado (lo mismo en América que en España). De esta manera las Juntas americanas y las Cortes españolas fueron revolucionarias desde su creación, porque solo reconocían a Fernando VII  como rey liberal. Sin embargo la instalación de las Cortes de Cádiz, y su constitución, fue un punto de quiebre con las Juntas americanas en las diferencias sobre lo que eran la nación o el territorio, y la aparición de las primeras declaraciones de independencia.
Además, la restauración de Fernando VII en la península ibérica a través de un golpe de Estado no significó la vuelta al Antiguo Régimen sino a una nueva forma de poder, el Absolutismo, más radicalizado hacía una tiranía personal. En consecuencia se borró y eliminó todo rastro de gobierno liberal español, se persiguió y exilió a los liberales españoles, mientras volvían los afrancesados, favorables al poder establecido. En América, por el contrario, la resistencia derivó en francas declaraciones de independencia a través de sus congresos contituyentes y la creación de nuevos estados completamente separados del Imperio español.

## Descripción
La "máscara" se fundamentaría en que las Juntas americanas, deliberadamente, juran fidelidad al rey cautivo Fernando VII, pero no reconocen la autoridad de los gobiernos de la península ibérica, ni al reemplazante del francés José I Bonaparte, impuesto a España por las fuerzas de Napoleón Bonaparte, ni tampoco al de la España libre del Consejo de Regencia de España e Indias, que se atribuía la autoridad sobre todo el imperio. Sin embargo actualmente se sabe que hubo un proceso político de varias etapas que comienza con la formación de gobiernos americanos (autónomos o libres) frente a los gobiernos de la península, español y francés, y que se siguió de la formación de congresos constituyentes, y la independencia de los países hispanoamericanos, ya sea inmediatamente, frente a dichos gobiernos liberales (de la Regencia o de José Napoleón), o tras la restauración de Fernando VII como rey absolutista en España. 
En los hechos, dado que Fernando VII se encontraba cautivo por Napoleón, y por ende impedido de reinar, jurar fidelidad al rey -liberal- y desconocer las autoridades coloniales leales a la Regencia española, equivalía en los hechos gobernar en libertad (pero todavía sin declarar una independencia). Cuando la suprema regencia se refugió en Cádiz, el último reducto español frente a Napoleón, en América los gobiernos insurgentes rechazaron la Constitución de Cádiz; se consideraba inverosímil la idea de que las fuerzas francesas pudieran ser derrotadas, y que El Deseado volviese al trono del Antiguo Régimen. Sin embargo, en diciembre de 1813, con la firma del Tratado de Valençay, el trono queda restaurado. Los insurgentes novohispanos, los gobiernos de Venezuela y la Nueva Granada, y los gobiernos de las Provincias Unidas del Río de la Plata, proclaman la independencia. El 9 de julio de 1816 lo hizo el Congreso de Tucumán en la Declaración de independencia de la Argentina.

## Río de la Plata

### Antecedentes
Un antecedente de la estrategia empleada en la Revolución de Mayo fue el Silogismo de Chuquisaca, formulado por Bernardo de Monteagudo en la universidad de Chuquisaca a poco de conocerse la caída de Fernando VII, aunque con la Junta de Sevilla aún en el poder. Monteagudo planteó en el llamado "Silogismo de Chuquisaca":

¿Debe seguirse la suerte de España o resistir en América? Las Indias son un dominio personal del rey de España; el rey está impedido de reinar; luego las Indias deben gobernarse a sí mismas.

Dicha proclamación fue uno de los pasos previos a la realización de la Revolución de Chuquisaca y la Junta Tuitiva de La Paz. Aunque ambas fueron reprimidas, instalaron el principio de la soberanía popular que planteaba que en ausencia de las autoridades legítimas el pueblo tenía derecho a designar a sus propios gobernantes.

### La Revolución de Mayo
El virrey Baltasar Hidalgo de Cisneros, nombrado por la Junta de Sevilla, fue destituido de su cargo poco después de saberse en Buenos Aires la caída de dicha Junta. Se consideraba que la autoridad del virrey ya no era legítima, lo cual desencadenó la Revolución de Mayo. El virrey fue reemplazado por la Primera Junta, la cual juró:

...desempeñar legalmente el cargo, conservar íntegra esta parte de América a nuestro Augusto Soberano el señor don Fernando Séptimo, y sus legítimos sucesores, y guardar puntualmente las Leyes del Reino.

Las motivaciones independentistas de mayo no se hicieron explícitas por presión de Gran Bretaña. A los británicos les era favorable que las colonias españolas se emanciparan, ya que así podrían comerciar libremente con ellas, pero al mismo tiempo no deseaban que España intentara reconquistar sus colonias. Ambos países eran aliados en Europa en las guerras napoleónicas contra Francia, y Gran Bretaña no deseaba que España distrajera su atención militar destinando fuerzas a otros frentes de combate. Dicha presión fue ejercida por Lord Strangford, embajador de Inglaterra en la corte de Río de Janeiro, que manifestó su apoyo a la Junta pero lo condicionó "...siempre que la conducta de esa Capital sea consecuente y se conserve a nombre del Sr. Dn. Fernando VII y de sus legítimos sucesores". Aun así, hubo momentos donde Santiago de Liniers buscaba un entendimiento con los ingleses para proclamar la independencia ya desde 1809 y 1810.
Pese a esas dificultades para declarar más explícitamente las intenciones liberales y anti-españolas de la junta, Cornelio Saavedra (presidente de la Primera Junta) en sus memorias reafirmaría que la Revolución de Mayo jamás habría sido un acto de fidelidad a Fernando VII o a la hispanidad.

La destitución del virrey y creación consiguiente de un nuevo gobierno americano, fue a todas luces el golpe que derribó el dominio de los reyes de España, habían ejercido en cerca de 300 años en esta parte del mundo, por el injusto derecho de conquista y sin justicia (...) Tuve al fin que rendir mi obediencia y fui recibido de Presidente y Vocal de la Excelentísima Junta (…) Por política fue preciso cubrirla con el manto del señor Fernando VII, a cuyo nombre estableció y bajo de él excedía sus providencias y mandatos

Aquellas palabras admiten que “por política” fue preciso cubrir a las Provincias Unidas del Río de la Plata con el manto de Fernando VII, para darle un tinte de fidelidad por conveniencia y para una mayor eficacia de la Primera Junta, ya que era preciso que no fuese tan fuerte el escándalo que produciría el ser abiertamente rebeldes. Se explaya con mayor detalle la clase de política que motivó a cubrir los hechos, con la máscara de Fernando VII, en la carta de Saavedra a Viamonte del 27 de junio de 1811.

Las Cortes extranjeras y muy particularmente la de Inglaterra, nada exigen, más que llevemos adelante el nombre de Fernando y el odio a Napoleón; en estos ejes consiste el que no sea (Inglaterra) nuestra enemiga declarada (...) Si nosotros no reconociésemos a Fernando, tendría la Inglaterra derecho, o se consideraría obligada a sostener a nuestros contrarios que lo reconocen, y nos declararía la guerra, del mismo modo que si no detestásemos a Napoleón; y ¿Qué fuerzas tiene el pobre Virreinato de Buenos Aires para resistir este poder en los primeros pasos de su infancia? (...) quiere el... ciudadano Zamudio se grite: ¡Independencia! ¡Independencia! ¿Qué se pierde en que de palabra y por escrito digamos, Fernando, Fernando, y con las obras allanemos los caminos al Congreso, único tribunal competente que debe y puede establecer, y decidir el sistema o forma de gobierno que se estime conveniente, en que convengan los diputados que lo han de componer?

Saavedra mismo afirma que no se debía tener consideraciones con “personalidades”, sino solamente tener firmes la causa de la “libertad" (no son las libertades concretas de la tradición hispánica, sino la novedosa libertad en abstracto de la Ilustración).

Si los vencemos unos y otros propenderemos a la obra de nuestra libertad: dejémonos de personalidades, que éstas nada deben influir en la sustancia de nuestra causa; acordémonos que por ella no la tuvimos con don Santiago Liniers

También se puede constatar con los escritos de Manuel Belgrano, vocal de la Primera Junta de Buenos Aires, una negación al mito romántico que se propaga en el revisionismo nacionalista católica (el cual afirma que las revoluciones y juntas hispanoamericanas fueron realizadas por fidelidad al monarca y no como etapa previa a la independencia), pues concebía a la revolución de mayo como principio premeditado para la independencia.

Dios mismo nos presenta la ocasión con los sucesos de 1808 en España y en Bayona. En efecto, avívanse entonces las ideas de libertad e independencia en América y los americanos empiezan por primera vez a hablar con franqueza de sus derechos (...) En el mes de mayo, me mandaron llamar mis amigos a Buenos Aires, diciéndome que era llegado el caso de trabajar por la patria para adquirir la libertad e independencia deseada

Incluso llegaría a invocar a George Washington y la Revolución estadounidense como ejemplo de inspiración para la junta y realizar su objetivo real, constituirse en una nación libre e independiente.

Suplico sólo al gobierno, a mis conciudadanos y a cuantos piensen en la felicidad de América, que no se separen de su bolsillo este librito, que lo lean, lo estudien, lo mediten, y se propongan imitar a ese grande hombre [George Washington], para que se logre el fin que aspiramos, de constituirnos en nación libre e independiente

Por otro lado, también está el testimonio de Bernardo de Monteagudo, auditor del Ejército del Norte de las Provincias Unidas del Río de la Plata e integrante del ala radical de la Revolución de Mayo, quien llegaba a burlarse del uso de la máscara de Fernando, viéndolo como una mala excusa el que los conservadores apelasen porque así lo requiriesen las circunstancias.

"Contentaos con tener pan y circenses, decía un dictador a los romanos, las circunstancias no permiten otra cosa: tratemos a los americanos como a bestias de albarda, gritaba la corte de España, ellos son bastante estúpidos para sufrirlo todo por amor de Dios: proscribamos y arruinemos a los buenos ciudadanos, han dicho algunos de nuestros gobernantes pasados: las circunstancias no permiten otra cosa: nombren los pueblos un apoderado para la asamblea general y tenga esta capital 100 o más diputados dice el actual gobierno en su reglamento: las circunstancias no permiten otra cosa: sigamos con la máscara de Fernando VII, dicen algunos: las circunstancias no permiten otra cosa; ¡oh circunstancias, cuando dejaréis de ser el pretexto de tantos males!; pero yo me he desviado del orden que debo seguir".

## Nueva España
El hecho de invocar el nombre Fernando VII y su simbolismo como monarca, no habría sido otra cosa que un intento de atraer a personas indecisas e irresolutas, así como de intentar manipular a los leales a la monarquía española y que sean usados para una causa revolucionaria, disimulada de reformismo.
En una carta de Morelos, de 1812, hacia la “Junta Nacional Gubernativa” de Zitácuaro, este reclama: “Que se le quite la máscara a la independencia, eliminemos la mención del Rey”. También haría proclamas donde reafirma su convicción de que el objetivo real siempre ha sido la secesión, frente a intentonas de algunos moderados para que la Junta jurase obediencia al reformismo liberal gaditano.
También puede ser de utilidad la carta de Ignacio Allende a Miguel Hidalgo, en el que admite que es una táctica el hacer creer que el movimiento juntista es para favorecer al rey Fernando VII:

Se resolvió obrar encubriendo cuidadosamente nuestras miras, pues si el movimiento era francamente revolucionario, no sería secundado por la masa general del pueblo. Y el alférez real don Pedro Septién robusteció las opiniones diciendo que si se hacía inevitable la revolución, era necesario hacerles creer que el levantamiento se lleva a cabo únicamente para favorecer al rey Fernando.

Esto se debía a que, en el sentir popular de la población mexicana, la mayoría de las masas aún eran leales al pacto con la Corona española y la defensa de la iglesia católica (que se oponía al liberalismo y criticaba a los revolucionarios como heterodoxos, ilustrados y masónicos).
Entonces, el movimiento insurgente se hacía presentar como una lucha por el restablecimiento de Fernando VII en el reino de España, entonces invadido por las tropas napoleónicas y en plena guerra de independencia, apelando al derecho hispano de la Retroversión de la soberanía de los pueblos como principio para que los municipios se auto-gobiernen, mientras de hecho buscaba infiltrar las ideas liberales con los conceptos ajenos y Afrancesados de Soberanía popular, y así desarrollar una revolución burguesa contraria a la tradición católica-monárquica que aparentaban invocar para captar masas ingenuas.